# Звёздочка моя ясная
«Звёздочка моя ясная» — советская песня, написанная композитором Владимиром Семёновым на стихи поэтессы Ольги Фокиной.

## История

Грампластинка (1973)

Стихи были написаны вологодской поэтессой Ольгой Фокиной (1937—2023) в 1960-е годы и не предназначались для песни.
В 1965 году стихотворение было опубликовано в сборнике «День поэзии», а в 1966 году — в журнале «Культура и жизнь».
По словам композитора Владимира Семёнова, однажды он увидел в магазине маленький сборник стихов Ольги Фокиной. Листая страницы сборника, Семёнов обратил внимание на слова «Песни у людей разные, а моя одна на века», что-то его зацепило в этих строчках. Сочинив композицию, Семёнов показал её композитору Сергею Дьячкову, который и привёл Семёнова к руководителю вокально-инструментального ансамбля «Цветы» Стасу Намину. Так была записана пластинка, в которую (помимо песни Сергея Дьячкова «Не надо» и песни Оскара Фельцмана «Есть глаза у цветов») вошла баллада «Звёздочка моя ясная».
Пластинка с песней вышла в 1973 году тиражом почти в семь миллионов экземпляров. После этого родилась легенда о том, что песня была посвящена стюардессе Надежде Курченко, погибшей при угоне Ан-24 в 1970 году.
Песня исполнялась также группой «Аквариум» (вошла как бонус-трек в российское издание альбома «Кунсткамера», 1998, записана с участием Сергея Чигракова, лидера группы «Чиж & Co»), Валерием Меладзе и Димой Биланом.
По мнению Владимира Семёнова, самым лучшим исполнителем песни был солист студенческого (на момент первого исполнения) ансамбля Александр Лосев (ум. 2004).
Строчки стихотворения, не вошедшие в песню
Бродят за тобой

Тученьки,

Около кружат

Они…

Протяни ж ко мне

Лучики,

Ясная моя,

Протяни!